# استرپتوکوک
استرپتوکوک (به لاتین: Streptococcus)، جنس مهمی از باکتری‌های گرم مثبت است. این باکتری‌ها به شکل کروی (کوکسی یا کوکوس) هستند و تقسیم آن‌ها در یک محور منجر به تشکیل حالت زنجیره‌ای یا جفت خواهد شد؛ بنابراین، واژه استرپتوس (به یونانی στρεπτος, streptos) به معنای زنجیره (رشته) به خوبی بیانگر اسم باکتری است.
استافیلوکوک‌ها (به لاتین: Staphylococcus) نیز جنس مهم دیگری از باکتری‌های گرم مثبت هستند. آن‌ها نیز مانند استرپتوکوک‌ها به شکل کوکسی می‌باشند اما تقسیم آن‌ها در دو محور انجام می‌گیرد؛ بنابراین، به شکل خوشه (به یونانی σταφυλή, staphylē) دیده می‌شوند. بیشتر استرپتوکوک‌ها از نظر تولید آنزیم‌های کاتالاز و اکسیداز، منفی بوده و بی هوازی اختیاری هستند. 

## بیماریزایی و طبقه‌بندی

طبقه‌بندی استرپتوکوک‌ها.

برخی از گونه‌های استرپتوکوک‌ها می‌توانند بیماری‌هایی مانند فارنژیت استرپتوکوکی (گلودرد چرکی)، مننژیت، پنومونی (سینه پهلو)، اندوکاردیت، بادسرخ و فاسئیت نکروزان (قانقاریا) را ایجاد کنند. با این وجود، بیشتر گونه‌های استرپتوکوک، غیربیماریزا هستند و به عنوان فلور (همزیست) دهان، پوست، روده و سیستم تنفسی فوقانی محسوب می‌شوند. همچنین استرپتوکوک‌ها به عنوان یکی از اجزای ضروری تولید پنیر امنتال (پنیر سوئیسی) به حساب می‌آیند.
استرپتوکوک‌ها بر اساس ویژگی‌های همولیتیک (همولیز خون) طبقه‌بندی می‌شوند. گونه‌های آلفا همولیتیک موجب اکسیداسیون آهن در گلبول‌های قرمز می‌شوند و آگار خون دار را سبزرنگ می‌نمایند. گونه‌های بتاهمولیتیک موجب از هم گسیختگی کامل گلبول‌های قرمز می‌شوند بطوریکه ناحیه‌ای عاری از گلبول‌های قرمز در اطراف کلنی باکتری در آگار خون دار دیده خواهد شد. گونه‌های گاما همولیتیک، هیچ نوع همولیزی تولید نمی‌کنند.
گونه‌های بتاهمولیتیک استرپتوکوک‌ها، با استفاده از سروتیپ بندی لنسفیلد (به انگلیسی: Lancefield serotyping)تقسیم‌بندی می‌شوند. این تقسیم‌بندی بر اساس حضور وجود کربوهیدارت‌های خاصی در دیواره سلولی باکتری است. تاکنون ۲۰ سروتیپ لنسفیلد یعنی از A تا V (غیر از I و J) توصیف شده‌است.
از دیدگاه پزشکی، مهم‌ترین استرپتوکوک‌ها عبارتند از گروه آلفا همولیتیک (استرپتوکوک پنومونیه و استرپتوکوک‌های ویریدانس)، گروه بتا همولیتیک (استرپتوکوک‌های گروه A و استرپتوکوک‌های گروه B).

## استرپتوکوک‌های آلفا همولیتیک
- استرپتوکوک پنومونیه (پنوموکوک)

پنوموکوک عامل پنومونی (سینه پهلو) و گاهی، عفونت گوش، سینوزیت، مننژیت و پریتونیت (التهاب صفاق) است.
- استرپتوکوک‌های ویریدانس

استرپتوکوک میتیس(S. mitis)، استرپتوکوک موتانس(S. mutans)، استرپتوکوک سانگوئینیس(S. sanguinis)، استرپتوکوک سالیواریوس'(S. salivarius) همگی فلور دهان هستند. استرپتوکوک سانگوئینوس زیرگونه ترموفیلوس در ساخت برخی از پنیرها و ماست‌ها کاربرد دارد. استرپتوکوک کانستلاتوس (S. constellatus) گاهی در انسان ایجاد بیماری می‌کند. کلنی‌های استرپتوکوک کانستلاتوس بر روی آگار خون دار، بوی شدید کارامل می‌دهند!

## استرپتوکوک‌های بتا همولیتیک
- استرپتوکوک‌های گروه A

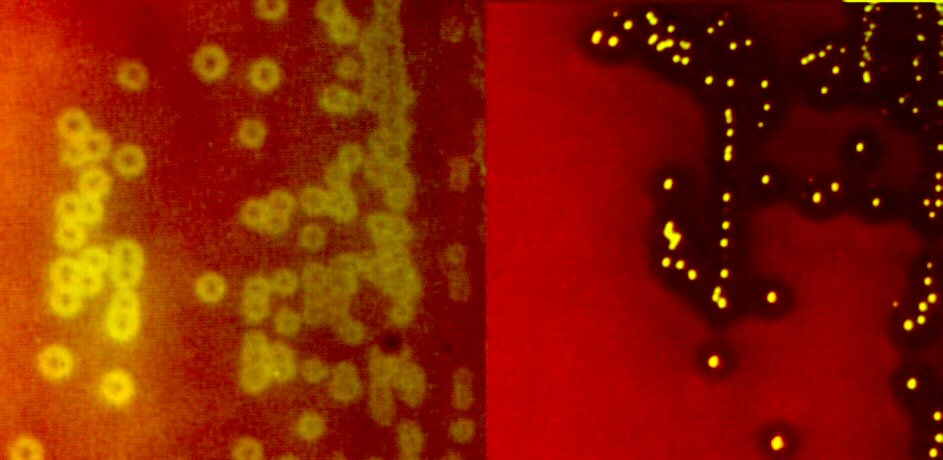
کلنی‌های آلفا همولیتیک استرپتوکوک ویریدانس (راست) و بتا همولیتیک استرپتوکوک پیوژنز (چپ) بر روی آگار خون دار

مهم‌ترین گونه استرپتوکوک‌های گروه A، استرپتوکوک پیوژنز(S. pyogenes) است. این باکتری عامل، گلودرد چرکی، تب روماتیسمی، مخملک، گلومرولونفریت حاد، فاسئیت نکروزان (قانقاریا) است. این باکتری، توکسین‌هایی (سم‌ها) تولید می‌کند که موجب تخریب کلیه‌ها (گلومرولونفریت)، دریچه‌های قلبی (تب روماتیسمی)، پوست (مخملک) و از بین رفتن بافت (فاسئیت نکروزان) می‌شود.
سایر استرپتوکوک‌هایی که آنتی‌ژن گروه A را دارند عبارتند از استرپتوکوک دیسگالاکتیه زیرگونه اکوئی سیمیلیس (S. dysgalactiae subsp. equisimilis) و استرپتوکوک آنژینوسوس (S. anginosus). باکتری‌های اخیر، غیرشایع هستند.
- استرپتوکوک‌های گروه B

استرپتوکوک آگالاکتیه (S. agalactiae) عامل پنومونی (سینه پهلو) و مننژیت در نوزادان و گاهی باکتریمی (عفونت خون) در افراد سالخورده‌است. باکتری می‌تواند روده و اندام تناسلی زنان را کلونیزه کند. زایمان زودرس و پارگی زودهنگام غشا در هنگام بارداری، خطر انتقال باکتری به نوزاد را افزایش می‌دهد. زنان بارداری (زنان باردار بین هفته ۳۵ ام تا ۳۷ ام از بارداری) که توسط باکتری کلونیزه شده‌اند باید به‌طور پیشگیرانه تحت درمان با آنتی‌بیوتیک‌ها قرار گیرند تا خطر انتقال باکتری به نوزاد کاهش پیدا کند.

## استرپتوکوک‌های گروه C
استرپتوکوک اکوئی (S. equi) عامل بیماری Strangles در اسب‌ها است. استرپتوکوک زئو اپیدرمیکوس(S. zooepidemicus) موجب عفونت در پستانداران مانند اسب‌ها و گوساله‌ها می‌شود. استرپتوکوک دیسگالاکتیه عامل فارنژیت (گلودرد) و سایر عفونت‌های تب زا مشابه استرپتوکوک‌های گروه A است. باکتری در استرپتوکوک‌های گروه C طبقه‌بندی می‌شود و بتا همولیتیک است هرچند استرپتوکوک دیسگالاکتیه زیرگونه اکوئی سیمیلیس در استرپتوکوک‌های گروه A طبقه‌بندی می‌شود.

## استرپتوکوک‌های گروه D (انتروکوک‌ها)
بسیاری از گونه‌های سابق استرپتوکوکهای گروه دی، امروزه دوباره طبقه‌بندی شده‌اند و در جنس انتروکوک (به لاتین: Enterococcus) قرار گرفته‌اند به عنوان مثال، استرپتوکوک فکالیس به انتروکوک فکالیس (Enterococcus faecalis) تغییر یافت. سایر گونه‌های باقی‌مانده عبارتند از استرپتوکوک بوویس (Streptococcus bovis) و استرپتوکوک اکوئینوس (Streptococcus equinus). بیشتر انتروکوک‌ها، گاما همولیتیک (غیر همولیتیک) هستند.

## استرپتوکوک‌های گروه F
در سیستم طبقه‌بندی لنسفیلد، استرپتوکوک‌های گروه F همان استرپتوکوک آنژینوسوس است. از آنجایی که طبقه‌بندی لنسفیلد، قطعیت کامل ندارد ممکن است استرپتوکوک آنژینوسوس در گروه A نیز قرار گیرد. در سیستم طبقه‌بندی اروپایی، استرپتوکوک آنژینوسوس در گروه استرپتوکوک میلری (S. milleri group) قرار می‌گیرد.

## استرپتوکوک‌های گروه G
آن‌ها به‌طور معمول بتا همولیتیک هستند. استرپتوکوک کنیس (Streptococcus canis) که موجب بیماری در حیوانات و گاهی انسان می‌شود، مهم‌ترین گونه در این گروه است.

## استرپتوکوک‌های گروه H
این گروه به ندرت موجب بیماری در سگ می‌شود و در صورت تماس مستقیم انسان با دهان سگ یا لیسیدن انسان توسط سگ، می‌تواند موجب عفونت شود.

## درمان
استرپتوکوک‌ها در گذشته به آنتی بیوتیک‌های بتالاکتام مانند پنی سیلین حساس بودند اما امروزه مقاومت به آنتی‌بیوتیک در بین آن‌ها افزایش یافته‌است، لذا برای درمان به ناچار از آنتی‌بیوتیک‌های جدید مانند وانکومایسین، کوآموکسی کلاو و سفالوسپورین‌های نسل سوم و چهارم استفاده می‌شود.